# Q'anjob'als
Els q'anjob'als (Kanjobals) són una de les 22 ètnies maies, o millor dit, comunitats lingüístiques maies Arxivat 2012-10-15 a Wayback Machine. reconegudes oficialment a Guatemala. Q'anjob'al és també el nom de la llengua pròpia del poble maia-q'anjob'al.

## Ubicació
El territori ancestral i actual del poble maia-q'anjob'al està compost per quatre municipis del Departament de Huehuetenango a l'altiplà guatemalenc: San Juan Ixcoy (Yich K’ox en q'anjob'al), San Pedro Soloma (Tz’uluma’), Santa Eulalia (Jolom Konob'), i Santa Cruz Barillas (Yal Motx). Val a dir que hia grans poblacions de migrants q'anjob'als a la Ciutat de Guatemala i, sobretot, Estats Units, principalment a Los Angeles però amb grans comunitats q'anjob'als a Florida, Nebraska, i Arizona.

## Població
Segons el cens de Guatemala de 2002 hi havia registrats 159.030 q'anjob'als. Tanmateix, segons l'estudi fet pel Centro de Estudios y Documentación de la Frontera Occidental de Guatemala (CEDFOG) realitzat l'any 2008, hi havia 207.000 q'anjob'als al departament de Huehuetenango en 2008. No se sap amb exactitud les xifres de q'anjob'als a Ciutat de Guatemala ni als Estats Units, però són milers. Les principals comunitats q'anjoba'l a Guatemala són:
- San Juan Ixcoy (Yich K'ox) 24.000 habitants[4]
- San Pedro Soloma (Tz'uluma') 44.000 habitants[4]
- Santa Eulalia (Jolom Konob) 41.000 habitants[4]
- Santa Cruz Barillas (Yal Motx) 100.000 habitants[4]

## Història
Els avis i àvies q'anjob'als conten que fa molt temps el poble q'anjob'al venia de les terres baixes de l'actual Chiapas, Mèxic, a la recerca de terrenys per assentar-se. Arribaven llavors en l'altiplà del que avui dia és Guatemala en la Sierra de los Cuchumatanes. Com atesten els antics jaciments arqueològics/llocs sagrats en territori q'anjob'al, el poble maia-q'anjob'al ha estat en els Alts Cuchumatanes molt més abans de l'arribada dels europeus. Allà el poble maia-q’anjob’al ha forjat la seva pròpia cultura, forma d'organització social, idioma, vaig portar, música, costum, el calendari agrícola, sagrat i lunar. Es van establir llocs i altars sagrats per realitzar les cerimònies que els permeten interaccionar amb la naturalesa, amb l'univers i les energies universals.
Amb l'arribada dels invasors espanyols acompanyats de frares, es van interrompre dràsticament el procés de l'evolució espiritual, econòmic, i sociocultural del poblo q'anjob'al. Van qualificar de coses del diable a l'espiritualitat maia; van provocar danys inconcebibles que afecten encara en l'actualitat. D'allí s'ha vingut desenvolupant la realitat maia-q'anjob'al en contrapunt de la societat occidental, l'última fase de la qual és la migració massiva cap als Estats Units.
Una història coneguda compte que els pobladors q'anjob'als estaven establerts en un lloc de l'actual poble de Santa Eulalia anomenat Pai Konob que significa "Poble antic". Una vegada, uns ancians que passejaven van trobar a la Verge Eulàlia i van anar a explicar-ho als ancians resadores, qui la van portar al poble en processó i van celebrar una festa en honor seu. L'endemà van notar que la Verge no estava a l'església i la van trobar en el lloc on l'havien descobert els ancians. Això va succeir quatre dies consecutius, així que van decidir fer el seu costum cremant copal i candeles en el lloc. En aquest sector hi havia una cova i la van relacionar amb la troballa pel que van decidir establir el poble en aquest lloc, construint una nova església per a ella, i prenent Santa Eulalia com a patrona del poble.